# Mount Odlum
Mount Odlum är ett berg i Kanada.   Det ligger på gränsen mellan Alberta och British Columbia, i den västra delen av landet, 2 900 km väster om huvudstaden Ottawa. Toppen på Mount Odlum är 2 753 meter över havet.
Terrängen runt Mount Odlum är bergig åt sydväst, men åt nordost är den kuperad.Trakten runt Mount Odlum är nära nog obefolkad, med mindre än två invånare per kvadratkilometer.. Det finns inga samhällen i närheten. 
I omgivningarna runt Mount Odlum växer i huvudsak barrskog.